# Olympische Sommerspiele 1956/Leichtathletik – 100 m (Männer)

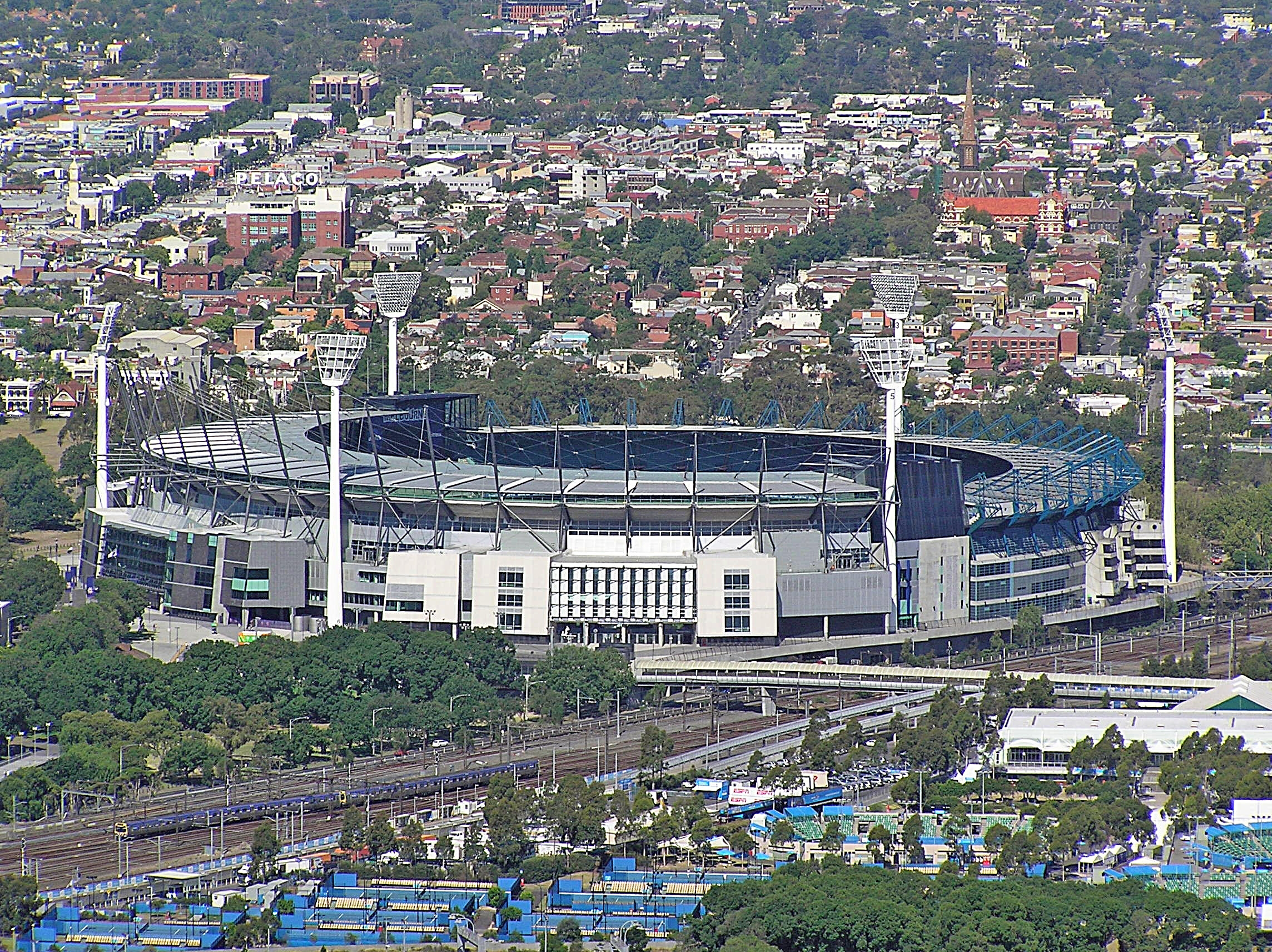
Melbourne Cricket Ground, Olympiastadion (hier im Jahr 2008)

Der 100-Meter-Lauf der Männer bei den Olympischen Spielen 1956 in Melbourne wurde am 23. und 24. November 1956 im Melbourne Cricket Ground ausgetragen. 65 Athleten nahmen teil.
Olympiasieger wurde der US-Amerikaner Bobby Morrow. Er gewann vor seinem Landsmann Thane Baker. Bronze errang der Australier Hector Hogan.
Der Deutsche Manfred Germar wurde Fünfter, sein Mannschaftskamerad Heinz Fütterer schied im Viertelfinale aus, Manfred Steinbach scheiterte schon im Vorlauf. Schweizer und österreichische Athleten nahmen nicht teil.

## Rekorde

### Bestehende Rekorde
| Weltrekord         | 10,1 s | Willie Williams ( USA)  | Berlin, Deutschland                 | 3. August 1956 |
| Weltrekord         | 10,1 s | Ira Murchison ( USA)    | Berlin, Deutschland                 | 4. August 1956 |
| Weltrekord         | 10,1 s | Leamon King ( USA)      | Ontario, USA                        | 3. August 1956 |
| Olympischer Rekord | 10,3 s | Eddie Tolan ( USA)      | Finale OS Los Angeles, USA          | 1. August 1932 |
| Olympischer Rekord | 10,3 s | Ralph Metcalfe ( USA)   | Finale OS Los Angeles, USA          | 1. August 1932 |
| Olympischer Rekord | 10,3 s | Jesse Owens ( USA)      | Vorrunde OS Berlin, Deutsches Reich | 2. August 1936 |
| Olympischer Rekord | 10,3 s | Harrison Dillard ( USA) | Finale OS London, Großbritannien    | 31. Juli 1948  |

### Rekordegaliserungen
Der bestehende olympische Rekord von 10,3 s wurde dreimal egalisiert:
- Bobby Morrow (USA), erstes Viertelfinale bei einem Gegenwind von 1,4 m/s
- Ira Murchison (USA), zweites Viertelfinale bei Windstille
- Bobby Morrow (USA), zweites Halbfinale bei einem Gegenwind von 1,1 m/s

Im Finale war der Gegenwind mit 5,0 m/s so stark, dass ein Rekord nicht möglich war.

## Durchführung des Wettbewerbs
65 Läufer traten am 23. November zu zwölf Vorläufen an. Die jeweils zwei Laufbesten – hellblau unterlegt – qualifizierten sich für das Viertelfinale am selben Tag, aus dem die jeweils drei schnellsten Athleten – wiederum hellblau unterlegt – das Halbfinale erreichten. Die beiden Vorentscheidungen und das Finale wurden am 24. November durchgeführt. In den Halbfinals qualifizierten sich die jeweils ersten drei Starter – hellblau unterlegt – für das Finale.

## Zeitplan
23. November, 15:10 Uhr: Vorläufe

23. November, 17:05 Uhr: Viertelfinale

24. November, 15:45 Uhr: Halbfinale

24. November, 17:30 Uhr: Finale
Anmerkung: Alle Zeiten sind als Ortszeit von Melbourne (UTC + 10) angegeben.

## Vorläufe
Datum: 23. November 1956, ab 15:10 Uhr

### Vorlauf 1
Wind: ±0,0 m/s
Raja bin Ngah Ali war der erste Leichtathlet, der für die Föderation Malaya antrat.
| Platz | Name                | Nation  | Offizielle Zeit handgestoppt | Inoffizielle Zeit elektronisch |
| ----- | ------------------- | ------- | ---------------------------- | ------------------------------ |
| 1     | Ira Murchison       | USA     | 10,5 s                       | 10,67 s                        |
| 2     | Janusz Jarzembowski | Polen   | 10,7 s                       | 10,95 s                        |
| 3     | Hilmar Þorbjörnsson | Island  | 10,9 s                       | 11,12 s                        |
| 4     | Mario Colarossi     | Italien | 10,9 s                       | 11,14 s                        |
| 5     | René Ahumada        | Mexiko  | 11,1 s                       | 11,26 s                        |
| 6     | Raja bin Ngah Ali   | Malaya  | 11,2 s                       | 11,41 s                        |
| DNS   | René Farine         | Schweiz |                              |                                |

### Vorlauf 2
Wind: −1,2 m/s
Mit Roba Negousse nahm der erste Leichtathlet aus Äthiopien an Olympischen Spielen teil.
| Platz | Name              | Nation              | Offizielle Zeit handgestoppt | Inoffizielle Zeit elektronisch |
| ----- | ----------------- | ------------------- | ---------------------------- | ------------------------------ |
| 1     | Mike Agostini     | Trinidad und Tobago | 10,7 s                       | 10,98 s                        |
| 2     | Luigi Gnocchi     | Italien             | 10,7 s                       | 11,04 s                        |
| 3     | Titus Erinle      | Nigeria             | 10,9 s                       | 11,09 s                        |
| 4     | Jorge de Barros   | Brasilien           | 10,9 s                       | 11,15 s                        |
| 5     | Vanchak Voradilok | Thailand            | 11,5 s                       | 11,78 s                        |
| 6     | Roba Negousse     | Äthiopien           | 11,8 s                       | 12,07 s                        |

### Vorlauf 3

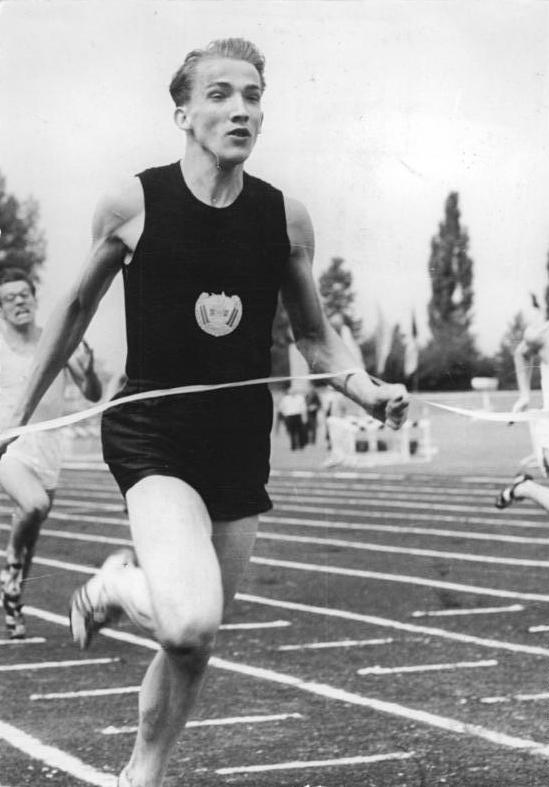
Manfred Steinbach – ausgeschieden als Dritter des dritten Vorlaufs

Wind: −2,8 m/s
| Platz | Name              | Nation      | Offizielle Zeit handgestoppt | Inoffizielle Zeit elektronisch |
| ----- | ----------------- | ----------- | ---------------------------- | ------------------------------ |
| 1     | Maurice Rae       | Neuseeland  | 10,7 s                       | 10,84 s                        |
| 2     | Abdul Khaliq      | Pakistan    | 10,8 s                       | 10,97 s                        |
| 3     | Manfred Steinbach | Deutschland | 10,8 s                       | 10,99 s                        |
| 4     | Rafael Romero     | Venezuela   | 10,9 s                       | 11,14 s                        |
| 5     | Evaristo Iglesias | Kuba        | 11,3 s                       | 11,50 s                        |
| DNS   | Walter Tschudi    | Schweiz     |                              |                                |

### Vorlauf 4
Wind: ±0,0 m/s
Ben Nduga war der erste Sportler aus Uganda, der bei Olympischen Spielen antrat.
| Platz | Name            | Nation         | Offizielle Zeit handgestoppt | Inoffizielle Zeit elektronisch |
| ----- | --------------- | -------------- | ---------------------------- | ------------------------------ |
| 1     | Ben Nduga       | Uganda         | 10,7 s                       | 10,88 s                        |
| 2     | Ken Box         | Großbritannien | 10,7 s                       | 10,96 s                        |
| 3     | Kyohei Ushio    | Japan          | 11,0 s                       | 11,09 s                        |
| 4     | Kesavan Soon    | Singapur       | 11,4 s                       | 11,35 s                        |
| 5     | Jack Parrington | Kanada         | 11,6 s                       | 11,62 s                        |
| DNS   | Norberto Cruz   | Puerto Rico    |                              |                                |

### Vorlauf 5
Wind: +0,1 m/s
Tom Robinson war der erste Leichtathlet der Bahamas bei Olympischen Spielen.

Mit James Roberts nahm der erste Sportler Liberias an Olympischen Spielen teil.
| Platz | Name            | Nation      | Offizielle Zeit handgestoppt | Inoffizielle Zeit elektronisch |
| ----- | --------------- | ----------- | ---------------------------- | ------------------------------ |
| 1     | Marian Foik     | Polen       | 10,5 s                       | 10,74 s                        |
| 2     | Boris Tokarew   | Sowjetunion | 10,6 s                       | 10,90 s                        |
| 3     | Franco Galbiati | Italien     | 10,9 s                       | 11,00 s                        |
| 4     | Tom Robinson    | Bahamas     | 10,9 s                       | 11,06 s                        |
| 5     | Jalal Gozal     | Indonesien  | 10,9 s                       | 11,09 s                        |
| 6     | James Roberts   | Liberia     | 11,3 s                       | 11,45 s                        |

### Vorlauf 6
Wind: −0,5 m/s
| Platz | Name           | Nation      | Offizielle Zeit handgestoppt | Inoffizielle Zeit elektronisch |
| ----- | -------------- | ----------- | ---------------------------- | ------------------------------ |
| 1     | Manfred Germar | Deutschland | 10,7 s                       | 10,91 s                        |
| 2     | Ray Land       | Australien  | 10,8 s                       | 11,05 s                        |
| 3     | Keith Gardner  | Jamaika     | 11,1 s                       | 11,22 s                        |
| 4     | Alain David    | Frankreich  | 11,1 s                       | 11,24 s                        |
| 5     | Emmanuel Putu  | Liberia     | 11,3 s                       | 11,44 s                        |
| 6     | Beyene Legesse | Äthiopien   | 11,8 s                       | 11,94 s                        |

### Vorlauf 7
Wind: −0,6 m/s
| Platz | Name             | Nation      | Offizielle Zeit handgestoppt | Inoffizielle Zeit elektronisch |
| ----- | ---------------- | ----------- | ---------------------------- | ------------------------------ |
| 1     | Leonid Bartenjew | Sowjetunion | 10,7 s                       | 10,87 s                        |
| 2     | Béla Goldoványi  | Ungarn      | 10,8 s                       | 10,88 s                        |
| 3     | Clive Bonas      | Venezuela   | 10,9 s                       | 10,99 s                        |
| 4     | Gavin Carragher  | Australien  | 10,9 s                       | 10,98 s                        |
| 5     | Thomas Obi       | Nigeria     | 11,0 s                       | 11,10 s                        |
| 6     | Bjørn Nilsen     | Norwegen    | 11,0 s                       | 11,11 s                        |

### Vorlauf 8
Wind: ±0,0 m/s
| Platz | Name           | Nation     | Offizielle Zeit handgestoppt | Inoffizielle Zeit elektronisch |
| ----- | -------------- | ---------- | ---------------------------- | ------------------------------ |
| 1     | Hector Hogan   | Australien | 10,5 s                       | 10,72 s                        |
| 2     | René Bonino    | Frankreich | 10,8 s                       | 10,96 s                        |
| 3     | Géza Varasdi   | Ungarn     | 10,8 s                       | 11,00 s\|                      |
| 4     | Akira Kiyofuji | Japan      | 10,8 s                       | 11,00 s                        |
| DNS   | Edward Szmidt  | Polen      |                              |                                |
| DNS   | Alfonso Bruno  | Venezuela  |                              |                                |

### Vorlauf 9
Wind: −0,9 m/s
| Platz | Name               | Nation              | Offizielle Zeit handgestoppt | Inoffizielle Zeit elektronisch |
| ----- | ------------------ | ------------------- | ---------------------------- | ------------------------------ |
| 1     | Thane Baker        | USA                 | 10,7 s                       | 10,93 s                        |
| 2     | Edmund Turton      | Trinidad und Tobago | 11,1 s                       | 11,38 s                        |
| 3     | Sinnayah Jarabalan | Malaya              | 11,3 s                       | 11,56 s                        |
| 4     | Tan Eng Yoon       | Singapur            | 11,4 s                       | 11,63 s                        |
| DNS   | László Kiss        | Ungarn              |                              |                                |
| DNS   | Ghanim Mahmoud     | Königreich Irak     |                              |                                |

### Vorlauf 10
Wind: −1,2 m/s
| Platz | Name                | Nation              | Offizielle Zeit handgestoppt | Inoffizielle Zeit elektronisch |
| ----- | ------------------- | ------------------- | ---------------------------- | ------------------------------ |
| 1     | Stan Levenson       | Kanada              | 10,8 s                       | 10,94 s                        |
| 2     | Heinz Fütterer      | Deutschland         | 10,9 s                       | 11,10 s                        |
| 3     | João Pires Sobrinho | Brasilien           | 11,0 s                       | 11,14 s                        |
| 4     | Joe Goddard         | Trinidad und Tobago | 11,1 s                       | 11,19 s                        |
| 5     | Oliver Hunter       | Britisch-Guayana    | 11,1 s                       | 11,22 s                        |
| 6     | Ghulam Raziq        | Pakistan            | 11,2 s                       | 11,26 s                        |

### Vorlauf 11
Wind: −0,7 m/s
| Platz | Name                 | Nation         | Offizielle Zeit handgestoppt | Inoffizielle Zeit elektronisch |
| ----- | -------------------- | -------------- | ---------------------------- | ------------------------------ |
| 1     | Edward Ajado         | Nigeria        | 10,8 s                       | 11,01 s                        |
| 2     | Roy Sandstrom        | Großbritannien | 10,8 s                       | 11,05 s                        |
| 3     | Dick Harding         | Kanada         | 11,0 s                       | 11,20 s                        |
| 4     | Muhammad Sharif Butt | Pakistan       | 11,1 s                       | 11,26 s                        |
| 5     | Abebe Hailou         | Äthiopien      | 11,3 s                       | 11,54 s                        |
| 6     | Sneh Wongchaoom      | Thailand       | 11,8 s                       | 11,95 s                        |

### Vorlauf 12
Wind: ±0,0 m/s
| Platz | Name               | Nation         | Offizielle Zeit handgestoppt | Inoffizielle Zeit elektronisch |
| ----- | ------------------ | -------------- | ---------------------------- | ------------------------------ |
| 1     | Bobby Morrow       | USA            | 10,4 s                       | 10,47 s                        |
| 2     | Juri Konowalow     | Sowjetunion    | 10,6 s                       | 10,92 s                        |
| 3     | David Segal        | Großbritannien | 10,9 s                       | 11,02 s                        |
| 4     | Paiboon Vacharapan | Thailand       | 11,3 s                       | 11,57 s                        |
| 5     | Lee Kah Fook       | Malaya         | 11,6 s                       | 11,84 s                        |
| DNS   | Fritz Vogelsang    | Schweiz        |                              |                                |

## Viertelfinale
Datum: 23. November 1956, ab 17.05 Uhr

### Lauf 1

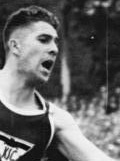
Heinz Fütterer – ausgeschieden als Fünfter des ersten Viertelfinals

Wind: −1,4 m/s
| Platz | Name            | Nation              | Offizielle Zeit handgestoppt | Inoffizielle Zeit elektronisch |
| ----- | --------------- | ------------------- | ---------------------------- | ------------------------------ |
| 1     | Bobby Morrow    | USA                 | 10,3 s ORe                   | 10,55 s                        |
| 2     | Mike Agostini   | Trinidad und Tobago | 10,5 s0000                   | 10,75 s                        |
| 3     | Maurice Rae     | Neuseeland          | 10,6 s0000                   | 10,78 s                        |
| 4     | Béla Goldoványi | Ungarn              | 10,8 s0000                   | 10,95 s                        |
| 5     | Heinz Fütterer  | Deutschland         | 10,8 s0000                   | 10,99 s                        |
| 6     | Ray Land        | Australien          | 11,0 s0000                   | 11,15 s                        |

### Lauf 2

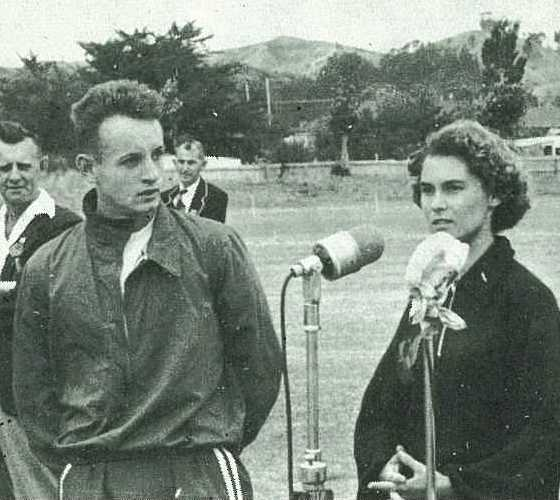
Maurice Rae – ausgeschieden als Vierter des zweiten Halbfinals

Wind: ±0,0 m/s
| Platz | Name           | Nation              | Offizielle Zeit handgestoppt | Inoffizielle Zeit elektronisch |
| ----- | -------------- | ------------------- | ---------------------------- | ------------------------------ |
| 1     | Ira Murchison  | USA                 | 10,3 s ORe                   | 10,55 s                        |
| 2     | Abdul Khaliq   | Pakistan            | 10,5 s0000                   | 10,78 s                        |
| 3     | Juri Konowalow | Sowjetunion         | 10,7 s0000                   | 10,93 s                        |
| 4     | Luigi Gnocchi  | Italien             | 10,8 s0000                   | 10,96 s                        |
| 5     | Edmund Turton  | Trinidad und Tobago | 11,2 s0000                   | 11,37 s                        |
| 6     | Ben Nduga      | Uganda              | 12,8 s0000                   | 12,95 s                        |

### Lauf 3
Wind: −1,0 m/s
| Platz | Name                | Nation         | Offizielle Zeit handgestoppt | Inoffizielle Zeit elektronisch |
| ----- | ------------------- | -------------- | ---------------------------- | ------------------------------ |
| 1     | Hector Hogan        | Australien     | 10,5 s                       | 10,78 s                        |
| 2     | Boris Tokarew       | Sowjetunion    | 10,7 s                       | 10,87 s                        |
| 3     | Stan Levenson       | Australien     | 10,8 s                       | 10,93 s                        |
| 4     | Janusz Jarzembowski | Polen          | 10,8 s                       | 10,98 s                        |
| 5     | Edward Ajado        | Nigeria        | 10,9 s                       | 11,02 s                        |
| 6     | Ken Box             | Großbritannien | 11,3 s                       | 11,45 s                        |

### Lauf 4
Wind: −2,2 m/s
| Platz | Name             | Nation         | Offizielle Zeit handgestoppt | Inoffizielle Zeit elektronisch |
| ----- | ---------------- | -------------- | ---------------------------- | ------------------------------ |
| 1     | Thane Baker      | USA            | 10,4 s                       | 10,62 s                        |
| 2     | Manfred Germar   | Deutschland    | 10,6 s                       | 10,80 s                        |
| 3     | Marian Foik      | Polen          | 10,6 s                       | 10,83 s                        |
| 4     | Leonid Bartenjew | Sowjetunion    | 10,6 s                       | 10,84 s                        |
| 5     | René Bonino      | Frankreich     | 10,8 s                       | 10,96 s                        |
| 6     | Roy Sandstrom    | Großbritannien | 10,9 s                       | 11,03 s                        |

## Halbfinale
Datum: 24. November 1956, ab 15:45 Uhr

### Lauf 1
Wind: −2,3 m/s
| Platz | Name           | Nation              | Offizielle Zeit handgestoppt | Inoffizielle Zeit elektronisch |
| ----- | -------------- | ------------------- | ---------------------------- | ------------------------------ |
| 1     | Ira Murchison  | USA                 | 10,5 s                       | 10,79 s a                      |
| 2     | Mike Agostini  | Trinidad und Tobago | 10,5 s                       | 10,79 s a                      |
| 3     | Manfred Germar | Deutschland         | 10,6 s                       | 10,85 s0                       |
| 4     | Abdul Khaliq   | Pakistan            | 10,6 s                       | 10,93 s0                       |
| 5     | Stan Levenson  | Kanada              | 10,7 s                       | 10,94 s0                       |
| 6     | Juri Konowalow | Sowjetunion         | 10,8 s                       | 11,11 s0                       |

### Lauf 2
Wind: −1,1 m/s
| Platz | Name          | Nation      | Offizielle Zeit handgestoppt | Inoffizielle Zeit elektronisch |
| ----- | ------------- | ----------- | ---------------------------- | ------------------------------ |
| 1     | Bobby Morrow  | USA         | 10,3 s ORe                   | 10,52 s                        |
| 2     | Thane Baker   | USA         | 10,4 s0000                   | 10,61 s                        |
| 3     | Hector Hogan  | Australien  | 10,5 s0000                   | 10,62 s                        |
| 4     | Maurice Rae   | Neuseeland  | 10,5 s0000                   | 10,68 s                        |
| 5     | Marian Foik   | Polen       | 10,6 s0000                   | 10,84 s                        |
| 6     | Boris Tokarew | Sowjetunion | 10,7 s0000                   | 10,91 s                        |

## Finale

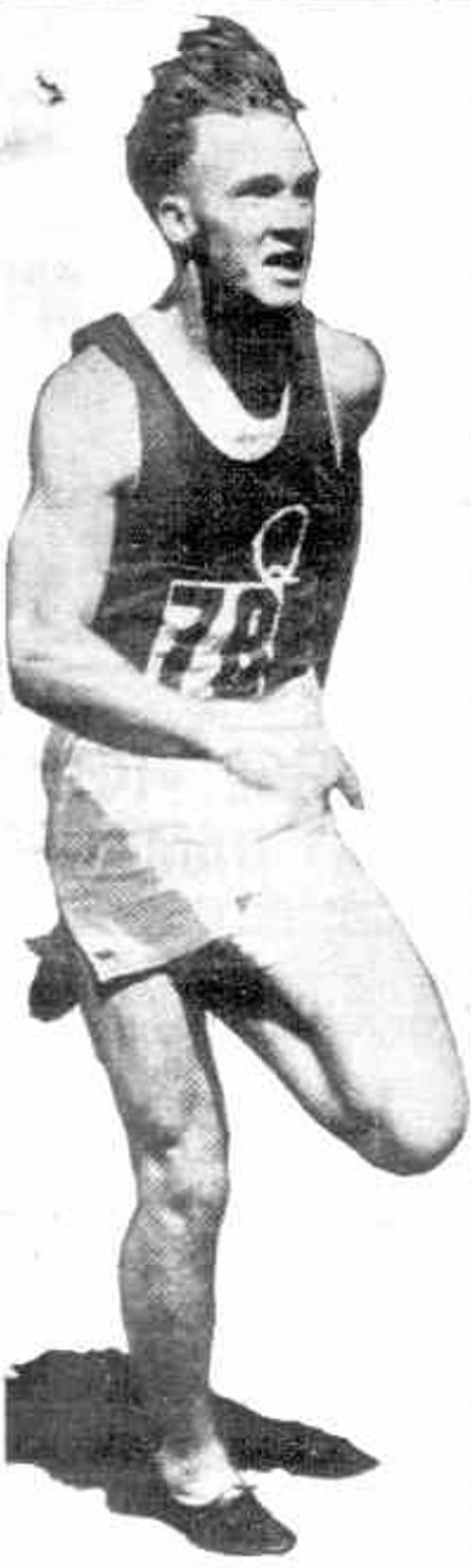
Bronzemedaillengewinner Hector Hogan
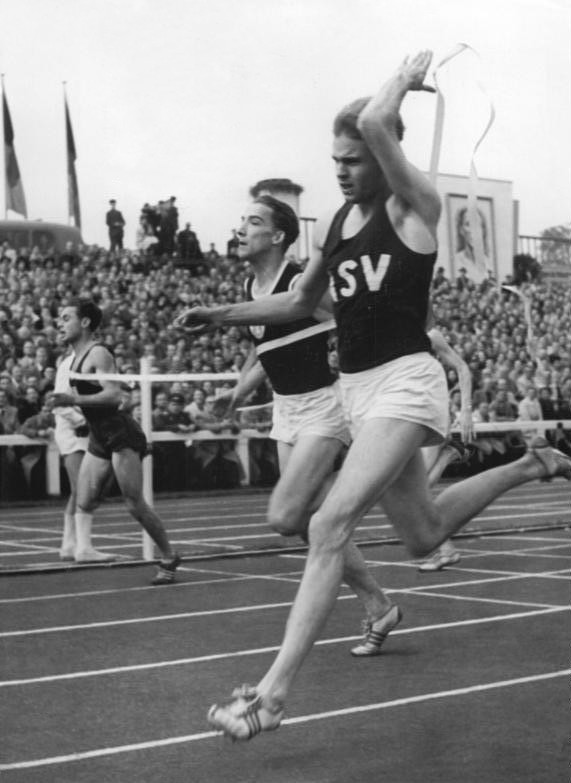
Manfred Germar (rechts) belegte Rang fünf

Datum: 24. November 1956, 17:30 Uhr
Wind: −5,0 m/s
| Platz | Name           | Nation              | Offizielle Zeit handgestoppt | Inoffizielle Zeit elektronisch |
| ----- | -------------- | ------------------- | ---------------------------- | ------------------------------ |
| 1     | Bobby Morrow   | USA                 | 10,5 s                       | 10,62 s                        |
| 2     | Thane Baker    | USA                 | 10,5 s                       | 10,77 s                        |
| 3     | Hector Hogan   | Australien          | 10,6 s                       | 10,77 s                        |
| 4     | Ira Murchison  | USA                 | 10,6 s                       | 10,79 s                        |
| 5     | Manfred Germar | Deutschland         | 10,7 s                       | 10,86 s                        |
| 6     | Mike Agostini  | Trinidad und Tobago | 10,7 s                       | 10,88 s                        |

Als einer der schnellsten Sprinter des Jahres 1956 galt der US-Amerikaner Dave Sime. Bei den US-Meisterschaften über 100 Meter wurde Sime jedoch von Bobby Morrow geschlagen. Im Rennen über 200 Meter bei diesen Meisterschaften erlitt Sime eine Verletzung an der Achillessehne und konnte nicht an den US-Olympiaausscheidungen teilnehmen. Morrow gewann dort die Rennen über 100 und 200 Meter. So übernahm er die Favoritenrolle für die Olympischen Spiele. Ebenfalls stark eingeschätzt wurde Ira Murchison, Mitinhaber des Weltrekords.
Schon im Zwischenlauf stellte Morrow trotz eines Gegenwindes von 1,4 m/s den bestehenden olympischen Rekord ein. Auch Murchison gelang dies in seinem Zwischenlauf, allerdings bei Windstille.
Im Finale herrschte ein Gegenwind von 5,0 m/s, was für Morrow mit seiner physischen Stärke sicherlich ein Vorteil war. Aus den Startblöcken kam am schnellsten der Australier Hector Hogan, der die Spitze für etwa vierzig Meter behielt. Dann zog Morrow an ihm vorbei und wurde mit deutlichem Vorsprung Olympiasieger. Am Schluss kam der US-Amerikaner Thane Baker noch stark auf und errang auch durch das Vorwerfen seiner Brust ins Ziel noch die Silbermedaille vor Hogan, der zur Freude der Zuschauer vor Murchison Bronze gewann. Platz fünf belegte der Deutsche Manfred Germar.
Die Abstände auf den Rängen zwei bis vier waren äußerst eng und betrugen nach der inoffiziellen elektronischen Zeitmessung nur zwei Hundertstelsekunden. Die für den Zweiten offiziell ausgewiesene Zeit von 10,5 s erscheint danach nicht korrekt zu sein und müsste eigentlich wie für Hogan und Murchison 10,6 s lauten. Die erzielten Zeiten relativieren sich angesichts des enormen Gegenwindes.
Bobby Morrow gewann im dreizehnten olympischen Finale die zehnte Goldmedaille für die USA.

Hector Hogan war der erste australische Medaillengewinner im 100-Meter-Lauf.

## Videolinks
- 1956 Melbourne Olympic Men's 100m final Olimpiadas Melbourne 1956 final 100 metros lisos masculinos, youtube.com, abgerufen am 12. August 2021
- Melbourne 1956 Official Olympic Film - Part 2 | Olympic History, Bereich: 2:01 min bis 3:26 min, youtube.com, abgerufen am 12. August 2021